# Cesare Zamboni
Cesare Zamboni (Villa Carcina, 27 febbraio 1931 – Brescia, 23 dicembre 2017) è stato un calciatore italiano, di ruolo difensore.

## Carriera
Cresciuto nel Villa Carcina, passò al Beretta di Gardone Val Trompia per due stagioni prima di vestire la maglia del Brescia dove rimase per nove stagioni tutte in serie cadetta, intervallate da una stagione in Serie A con l'Udinese (4 presenze): con la maglia dei lombardi ha collezionato 238 presenze e realizzato 3 reti.